# Volkswagen 13.130
 (mai 2018).
Si vous disposez d'ouvrages ou d'articles de référence ou si vous connaissez des sites web de qualité traitant du thème abordé ici, merci de compléter l'article en donnant les références utiles à sa vérifiabilité et en les liant à la section « Notes et références ».

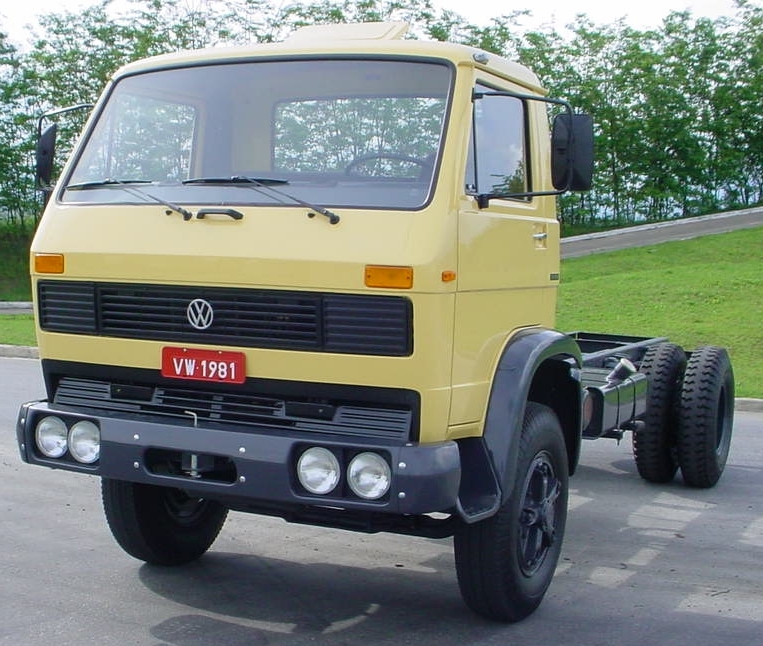
Vw 13.130

Le Volkswagen 13.130 est un camion de taille moyenne qui marque l'entrée de Volkswagen sur le marché des véhicules utilitaires lourds. 
Lancé en 1981, il a été produit à l'usine Volkswagen Trucks de São Bernardo do Campo, dans l'État de São Paulo au Brésil. Il possède une cabine basculante avancée dérivée du corps du Volkswagen LT allemand. Il rappelle extérieurement le Worker qui le remplacera par la suite. Le 13.130 est un camion porteur. Il fonctionne à l'éthanol.

## Spécifications techniques
- Moteur : MWM 229-6 6 cylindres en ligne, 5 900 cm3, 130 ch à 3 000 tr/min, 359 N m de couple à 1 600 tr/min (ABNT)
- Transmission : Manuelle 5 vitesses - 280 VH, 280 VHD ou 282 VH
- Essieu arrière : LL 145 ou LL 345 (double vitesse)
- Roues : 7.5 × 20"
- Pneus: 10.00 × 20 PR 14 Pression : 85 (par jour) 90 psi
- Surface totale de freinage : 4,224 cm2
- Réservoir de carburant : 150 litres
- Distance entre les essieux : 3 200 mm, 3 670 mm, 4 127 mm ou 4 686 mm
- Longueur totale : 5 427 mm, 6 138 mm, 7 027 mm ou 8 069 mm, selon le modèle choisi
- Largeur : 2 244 mm
- Hauteur : 2 517 mm
- Balance avant : 1 350 mm
- Poids à vide : 3 920 kg, 3 974 kg, 4 070 kg ou 4 117 kg, selon le modèle choisi
- Capacité de l'essieu avant : 4 100 kg
- Capacité de l'essieu arrière : 9 500 kg
- Poids total brut : 13 000 kg
- Poids total brut 3 essieux : 21 000 kg
- Traction maximale : 21 000 kg / 21 650 kg (double essieu)
- Vitesse maximale théorique : 85 à 96 km/h.